# Hanza Media
Hanza Media vodeća je medijska tvrtka u jugoistočnoj Europi. Izdaje „više od trideset tiskanih izdanja i dvadeset digitalnih izdanja”. među kojima tri dnevne novine te više od 20 magazina. Naziv Hanza Media d.o.o. nosi od 1. srpnja 2016., a dotad se zvala Europapress Holding (EPH).

## Profil
Hanza Media pored dnevnih i tjednih informativnih novina namijenjenih javnosti općeg interesa, izdaje i specijalističke magazine koji pokrivaju određena područja i hobije među čitateljstvom. Također je izdavala i domaća izdanja nekih svjetskih magazina. Stanovito je vrijeme, do 2010., izdavala Cosmopolitan, Playboy i Graziju, a do 2019. Forbes.
Osim izdavanjem novina, i magazina, tvrtka se bavi i izdavaštvom knjiga, te je prodala više od 20 milijuna izdanih knjiga.
U globalu tvrtka se bavi izdavačkom djelatnošću (pisani mediji i knjige), televizijskom i internetskom produkcijom te produkcijom i internom distribucijom novinskih i foto sadržaja.

## Uspon, kriza i oporavak

### Rast
Ukupna godišnja naklada EPH-ovih pisanih medija iznosila je 2007. više od 177 milijuna primjeraka. Većina izdanja je vodeća u odnosu na ciljnu skupinu kojoj se obraća.
Brzi razvoj i rast EPH postao je ubrzo privlačan međunarodnim investitorima, pa je tako Westdeutsche Allgemeine Zeitung Medien Gruppe (WAZ), jedna od najvećih novinsko-izdavačkih kuća Njemačke, postala suvlasnikom EPH. Na konkurentnom i rastućem hrvatskom tržištu, EPH je bio pionir u uvođenju inovativnih dodataka u sadržaju osnovnih novinskih izdanja. Primjeri toga su redovni prilozi koji su tiskani na revijalnom papiru, revolucionaran početak prodaje knjiga i DVD-a uz novine, te darivanja raznih poklona čitateljima. Zahvaljujući uspješnom izdavačkom i inovativnom marketinškom pristupu tržištu, EPH izdanja čitalo je 2007. godine 90 posto hrvatske čitalačke publike.

### Kriza
Kriza hrvatskoga gospodarstva započeta pod drugom Sanaderovom vladom 2007. i pojačana svjetskom financijskom krizom (buknulom u SAD 2007. i raširenom u EU 2008.) bitno je suzila prostor za marketing. Prihodi od marketinga, koji su godine 2000. pokrivali oko 60 posto rashoda Jutarnjeg lista, a 2002. više od 65 posto, spali su 2010. na manje od 30 posto. Ta je kriza pogodila sve novinsko nakladništvo u Hrvatskoj, pa je u razdoblju 2009. – 2013. iz registra izbrisano 487 medija, od čega 412 tiskanih.
EPH nije na vrijeme sagledao dubinu krize u Hrvatskoj, pogrešno je pretpostavio da kriza neće potrajati dugo, podcijenio je pojavu konkurentskog tabloida 24sata, nije se prestrojio pravodobno. Broj uposlenih se od 2007. do veljače 2014. smanjio s 1700 na 800. Stoga se njegov dug izvornim vjerovnicima (dobavljačima, bankama) popeo na 597 milijuna kuna, a državi na 14,9 milijuna kuna, što nije uspijevao vraćati ugovorenom dinamikom, pa je zahtijevao predstečajnu nagodbu, koja je prihvaćena 26. veljače 2014.

### Dugovanja i predstečajna nagodba
Suočen s krizom u poslovanju i nemogućnošću pravodobne isplate dugova, EPH je 2013. zatražio predstečajnu nagodbu, koja je službeno otvorena 1.srpnja 2013. EPH se našao u financijskim problemima zbog trenutne ekonomske situacije u Hrvatskoj, a i zbog stalnog opadanja prihoda od oglašivanja i konkurencije od novih medija. Problemi EPH nisu jedinstveni, i problem je kroz koje prolaze mnoge medijske kuće čiji su glavni prihodi od prodavanja oglasa na stranicama tiskovnica, radija i televizije. Zbog nagomilanih problema i spore kontrole poslovanja i loše reorganizacije EPH je u veljači 2014. dugovao vjerovnicima ukupno 597 milijuna kuna,  od kojih nisu svi još bili dospjeli na naplatu. Ti vjerovnici su bili banke (Hypo Leasing Kroatien, Zagrebačka banka, Hypo Alpe Adria Banke), Agrokor, razni dobavljači, zaposlenici (neisplaćene plaće) te Republika Hrvatska.
Dotadašnji vlasnici odrekli su se svojih stvarnih potraživanja od 17,5 milijuna kuna. Također, odrekli su se 90 posto vlasništva. Zgrada u Koranskoj, koja je bila u vlasništvu EPH i na kojoj je postojala kreditna obveza od 160 milijuna kuna, predana je na ime duga. Već tim potezima dugovanje je smanjeno za 270 milijuna kuna.
Predstečajna nagodba zaključena je 26. veljače 2014. na ročištu pred Nagodbenim vijećem FINE, potvrđena je 4. srpnja iste godine na ročištu na Trgovačkom sudu u Zagrebu, a definitivno i pravomoćno potvrđena 30. rujna 2014. rješenjem Visokoga trgovačkog suda koji je odbio kao neosnovanu žalbu Hrvoja Šimića, vlasnika Novabele grupe i Destilerije.
Vjerovnici Europapress Holdinga s potraživanjima prijavljenima u obliku jamstava za kredite su s 96,4 posto glasova “za” prihvatili Plan financijskog i operativnog restrukturiranja EPH. Protiv nagodbe se u veljači izjasnila samo država, odnosno predstavnik Linićeva Ministarstva financija, koji je bio na ročištu. Vjerovnici koji se vode u skupini “ostali”, među koje spadaju većinom dobavljači kompanije, nagodbu su podržali s 87 posto glasova “za”.
Portal Index.hr objavio je u rujnu 2013. da ukupna porezna dugovanja EPH iznose preko 1,7 milijardi kuna (točnije 1.778.859.747,62 kuna).
Taj podatak se pokazao znatno pretjeranim, jer je pri prihvaćanju predstečajne nagodbe utvrđeno i sudski potvrđeno da su ukupna dugovanja EPH prema Ministarstvu financija 2,7 milijuna kuna (što znači da je Indeks.hr uvećao podatak o poreznom dugu EPH za 629 puta (točnije: 62.962,96%). Ostatak duga državi od 12,2 milijuna kuna (do ukupno 14,9, koliko je utvrđeno predstečajnom nagodbom) odnosio se na tiskaru Vjesnik d.d. u državnom vlasništvu. Porezna davanja EPH u 2013. godini iznosila su ukupno oko 100 milijuna kuna, što znači da je ukupan porezni dug EPH iznosio 2,6 posto godišnjih davanja. Predstečajnom nagodbom – kojoj se država suprotstavila, kao jedini od ukupno 780 vjerovnika, – Ministarstvo financija je uskraćeno za 780.000 kuna.
Nije objavljen razlog zašto je Index.hr objavio veoma nepovoljne, po poslovanje i ugled EPH štetne podatke, koji su očito bili neistiniti.
U predstečajnoj nagodbi je Hypo Grupa stekla 90 posto vlasništva, a po 5 posto su zadržali Ninoslav Pavić (do 26. veljače 2014. 50%) i WAZ Medien (do 26. veljače 2014. 50%), a Hypo Grupa je svoj dio prodala tvrtci Hanza Press Marijana Hanžekovića. Stoga je Skupština EPH 22. prosinca te 30. prosinca 2014. imenovala novu Upravu u kojoj je predsjednica Zrinka Vuković Berić, dotadašnja direktorica financija i prokuristica Odvjetničkog društva Hanžeković i partneri, a članovi novinar Tomislav Wruss, pokretač i prvih deset godina izlaženja glavni urednik Jutarnjeg lista i nekoliko dana kasnije Ante Samodol (ranije predsjednik Uprave Hrvatske agencije za nadzor financijskih usluga).
Hanza Media je iz predstečajne nagodbe izišla 2019., pošto je udovoljila svim obvezama iz nagodbe, i to prije planiranog roka. To je i formalno potvrđeno 20. veljače 2020., kada je Trgovački sud u Karlovcu donio rješenje o “brisanju zabilježbe odobrenja predstečajne nagodbe subjekta upisa Hanza Media d.o.o. za izdavačku djelatnost”. U sklopu nagodbe podmirene su ukupne obveze u iznosu od 497,815.475,98 kuna.

### Reorganizacija
Već u drugoj polovici siječnja 2015. je Vuković Berić odstupila i vratila se na prethodnu dužnost. U Nadzorni odbor su imenovani predstavnica vlasnika Ana Hanžeković, kći većinskog vlasnika (predsjednica), filozof politike prof. dr. sc. Žarko Puhovski (potpredsjednik), ekonomist prof. dr. sc. Dejan Kružić, bivši zamjenik ministra obrane i umirovljeni general prof. dr. sc. Krešimir Ćosić, te prof. dr. sc. fra Ilija Živković, bivši general franjevaca trećoredaca.
Sastav Nadzornog odbora je izmijenjen 21. svibnja 2015., kada su u nj imenovani Franjo Luković kao predsjednik, Ana Hanžeković kao zamjenica predsjednika, te Marko Smetiško, predsjednik uprave Genere kao člaṇ. Istodobno je osnovan Izdavački savjet Nadzornog odbora, u koji su imenovani dotadašnji članovi Nadzornog odbora Krešimir Ćosić, Dejan Kružić (čijeg imena, međutim, nije bilo u impresumu) i fra Ilija Živković, zatim Petar Miladin (profesor na Pravnom fakultetu Sveučilišta u Zagrebu) te Davor Majetić (direktor Hrvatske udruge poslodavaca).
Nove izmjene su objavljene 3. lipnja iste godine: Ana Hanžeković je imenovana direktoricom EPH d.o.o., a Tomislav Wruss je preuzeo novu dužnost direktora izdavaštva EPH d.o.o. Nedugo zatim je konstituirana Uprava Hanze Medije s Markom Smetiškom kao predsjednikom i Anom Hanžeković kao članicom. Dalje izmjene pripadaju u rutinu poduzetništva.
Marko Smetiško je dužnost predsjednika Uprave napustio 31. siječnja 2020., nakon čega je jedina članica Uprave ostala Ana Hanžeković.

### Vlasnička struktura
- Hanza Press

## Povijest

### Osnivanje EPH
Ninoslav Pavić i njegovi partneri započeli su 1990. godine izdavanjem političkog tjednika Globus, prvih novina koje je izdavao Europapress Holding (EPH).
Prvo izdanje Globusa objavljeno je u prosincu 1990., a Globus je izvorno zamišljen kao tabloid. Prvu godinu obilježili su slaba naklada i financijski gubitci. Međutim, početkom Domovinskog rata, Globus je pomaknuo vlastiti fokus te počeo objavljivati priče s linija fronta. Također, Globus je bio prva publikacija koja je počela pisati o ratnim zločinima koje su počinile hrvatske vojne snage nad Srbima u Hrvatskoj.
Kasnije, sredinom i krajem 1990-ih, Globus je počeo pisati o mračnim aspektima privatizacije u Hrvatskoj, organiziranom kriminalu i svim ostalim temama koje je izbjegavao dio medija.

### PokretanjePlayboya
- 1996. Playboy Enterprises i Europapress Holding najavljuju partnerstvo s ciljem pokretanja hrvatskog izdanja Playboyja. Hrvatski Playboy službeno je pokrenut u veljači / ožujku 1997. godine.[19] Godine 2010. uz prekid suradnje s Cosmopolitanom raskinuti su ugovori i s Grazijom te Playboyem.[3][20]

Europapress Holding osim hrvatskog, izdavao je i srpsko izdanje Playboyja.

### PokretanjeJutarnjeg lista
- 1998. Europapress Holding donosi odluku o pokretanju novih dnevnih novina u Hrvatskoj – Jutarnjeg lista. Bio je to moderni dnevni list s progresivnim društvenim pogledom. Novine su dobile ime po istoimenim zagrebačkim dnevnim novinama koje su izlazile prije 2. svjetskog rata. Jutarnji list počinje izlaziti u travnju 1998., te postaje prvi uspješan dnevni list od hrvatskog osamostaljenja. Jutarnji list ubrzo zauzima veliki udio na hrvatskom medijskom prostoru te postaje najčitaniji dnevnik u Hrvatskoj. Danas naklada Jutranjeg iznosi 50.000 do 70.000 primjeraka dnevno.[21]

### PreuzimanjeSportskih novosti
- 1999. godine, Europapress Holding kupuje Sportske novosti, tada jedini športski dnevnik u Hrvatskoj, i jedan od vodećih športskih listova u Europi.
- 30. prosinca 2005., proslavljeni hrvatski nogometaš, Zvonimir "Zvone" Boban imenovan je kao CEO športskih novosti.[22]

### PreuzimanjeFeral tribunea
- 2007. EPH kupuje satiričko-politički tjednik Feral Tribune, te mu tako omogućuje izlaženje.
- 15. lipnja 2008., zbog nagomilanih financijskih problema i jednostranih prekida pregovora od strane EPH, Feral Tribune objavljuje svoj zadnji broj.

### Bombaški napad na Pavića
U ožujku 2003. eksplodirala je bomba koja je podmetnuta pod automobil vlasnika EPH, Ninoslava Pavića. Pavić srećom nije bio u automobilu kad je bomba eksplodirala. Nitko nije ozlijeđen, ali policijska istraga nije uspjela ući u trag napadaču ili napadačima.
Bombaški napad je oštro osuđen diljem svijeta, od strane drugih izdavača i organizacija za ljudska prava. Tako je predsjednik Svjetskog udruženja novina i Svjetskog foruma urednika, koji predstavljaju 18.000 publikacija iz 100 zemalja diljem svijeta, napisao pismo hrvatskoj Vladi, u kojem je izrazio ozbiljnu zabrinutost zbog pokušaja ubojstva izdavačkog magnata Pavića. Vodstvo OSCE-a, Organizacije za ljudska prava i demokratsko praćenje, tvrdilo je "da je eksplozija auto-bombe, namijenjene medijskom magnatu Paviću, bio čin terora". Napad je osudila South East Europe Media Organisastion (SEEMO).

### PreuzimanjeSlobodne Dalmacije
- 2005. godina Europapress Holding ponudio je 540 miljuna kuna (80 miljuna eura) za preuzimanje popularnih dnevnih novina Slobodna Dalmacija.[27] Ponuda je prihvaćena te je koncem 2005. posao sklopljen. Postojao je niz negativnih reakcija i optuživanja o potencijalnom monopolističkom položaju koji bi EPH ostvario tom kupnjom.

Slobodna Dalmacija pristala je na kupnju jer je vidjela mogućnost stvaranja ažuriranog izgleda, oblika te povećanje naklade, koja sada iznosi cca 30.000 primjeraka dnevno.

### Ulazak EPH na područje mobilnih komunikacija
EPH, Agrokor i T-Mobile Hrvatska potpisali su sporazum o zajedničkom ulasku na prostor mobilnih komunikacija na hrvatskom tržištu. Partneri će udružiti snage i područja stručnosti s ciljem proširenja ponude mobilnih komunikacija u Hrvatskoj, od ožujka sljedeće godine. Agrokor i EPH predstavit će proizvode pod brandom KMOBILE.

### Gospodarstvo
U veljači 2018. ekonomske i financijske rubrike izdanja objedinjene su jedinstvenu uredništvo Gospodarstvo. Prvi glavni urednik te redakcije je Gojko Drljača. U sklopu te redakcije djeluju rubrika Novac i portal Novac.hr.

## UpravaHanza Medije
- Ana Hanžeković Krznarić, predsjednica
- Zorica Vitez Sever
- Igor Cenić

### Nadzorni odbor
- Gvozden Srećko Flego
- Maja Šilhard
- Marijana Raguž
- Krešimir Ćosić
- Ana-Marija Presečan

### Izdavački savjet
- Damir Boras
- Petar Miladin
- Davor Majetić
- Vesna Barić Punda
- Dragan Ljutić
- Mario Zovak

## IzdanjaHanza Medije
- Direktor izdavaštva tiskanih i digitalnih izdanja, Tomislav Wruss

### Informativne novine
- Jutarnji list (dnevne informativne novine, glavni urednik Goran Ogurlić)
- Slobodna Dalmacija (dnevne informativne novine, glavna urednica Sandra Lapenda Lemo)
- Sportske novosti (dnevne sportske novine, glavni urednik Robert Šola)
- Šibenski list (područne tjedne novine, izvršna urednica Nataša Bakotić)
- Dubrovački vjesnik (područne tjedne novine, glavni urednik Jadran Kapor)
- Adriatic Times (glavna urednica Milena Budimir)

### Magazini
- Globus (tjedni informativni magazin, glavni urednik Zdravko Milinović)
- Gloria  (magazin o estradnim zvijezdama, glavna urednica Alenka Ostrihon)
  - Gloria In
  - Gloria In Special
- Gloria Glam
- Doktor u kući (magazin o zdravlju, glavna urednica Sandra Kukić)
- Auto klub (glavni urednik Hrvoje Tomić)
- Otvoreno more (glavni urednik Gordan Jelavić)
- Maslina (glavna urednica Meri Šilović)

### Specijalizirane redakcije
- Portal Euractiv.hr (glavna urednica Tea Trubić Macan)

### Hanza Media Digital
- Jutarnji.hr
- SlobodnaDalmacija.hr
- Dubrovacki.hr
- SportskeNovosti.hr
- Gloria.hr
- Autoklub.hr
- Domidizajn.hr
- Dobra-hrana.hr
- dosi.hr (osiguranja)
- Bestseller.hr
- LikeCroatia.com
- 100posto.hr
- zivim.hr

## Vanjske poveznice
- Službene stranice Hanze Medije  Arhivirana inačica izvorne stranice od 9. srpnja 2016. (Wayback Machine)